# Conductos semicirculares
 Los conductos semicirculares (o canales semicirculares) son una estructura óseo-piloso-tubular clasificada en algunas fuentes como el órgano del equilibrio y en otras como una especie de organelo linfático asociada al oído interno como un todo, que regula la importante función de mantener el equilibrio dinámico y estático del cuerpo humano en los planos vertical y horizontal de los ejes x, y, z; versus la aceleración angular y lineal respecto del plano situacional.

## Descripción y funcionamiento
Se denomina conductos semicirculares al órgano del oído interno que junto con el sáculo y  utrículo determinan el equilibrio dinámico del cuerpo humano.
Son básicamente dos compartimientos, como se mencionaba, uno llamado sáculo y el otro llamado utrículo, y tres tubos óseos huecos llenos de un líquido prístino llamado endolinfa, dispuestos en ángulo recto uno respecto del otro, en tres planos:
los dos de posición vertical son los conductos semicirculares membranosos anterior y posterior, y el horizontal, el conducto semicircular membranoso lateral.
El sáculo regula en equilibrio estático, mientras que el utrículo regula en equilibrio dinámico sirviendo de referencia al movimiento de la endolinfa en los conductos semicirculares.
Tal posición hace posible que detecten la aceleración o desaceleración rotacional.
Existe una pequeña protuberancia, la cresta llamada ampolla, en ella las células pilosas están apiladas en una estructura con forma de cresta en medio de un gel que detecta el movimiento de cizalla de la endolinfa y la transforman en señales eléctricas que son transmitidas a las terminaciones nerviosas de cada compartimiento, ramificaciones del nervio vestibulococlear, estas señales van al encéfalo.
Cada ampolla contiene un grupo de células pilosas sensoriales y de sostén cubiertas por una pequeña masa de material gelatinoso, la mácula al mover la cabeza, se desplazan con ella la endolinfa en los conductos semicirculares membranosos esto sirve para detectar la rotación angular de la cabeza indicándole el encéfalo cuanto giro tiene esta en relación con el plano situacional.
Su funcionamiento se puede explicar en forma muy general con la escuadra de posición de burbuja usada en la construcción para determinar la horizontalidad o verticalidad de una estructura.
El encéfalo comunica al cerebro la situación posicional y las aceleraciones angulares del cuerpo detectadas en los conductos semicirculares, señales que además son asociadas a la información visual, y táctil que registran nuestros sentidos, este conjunto de información se entrega al cerebro como concepto de equilibrio.